# Onthophagus praelaminatus
Onthophagus praelaminatus là một loài bọ cánh cứng trong họ Bọ hung (Scarabaeidae).